# Дикий Хребет
Дикий Хребет (также Дикий Гребень) — потенциально активный вулкан на юге Камчатского края, Россия. Зарождение и развитие вулкана началось примерно 8500 лет назад.

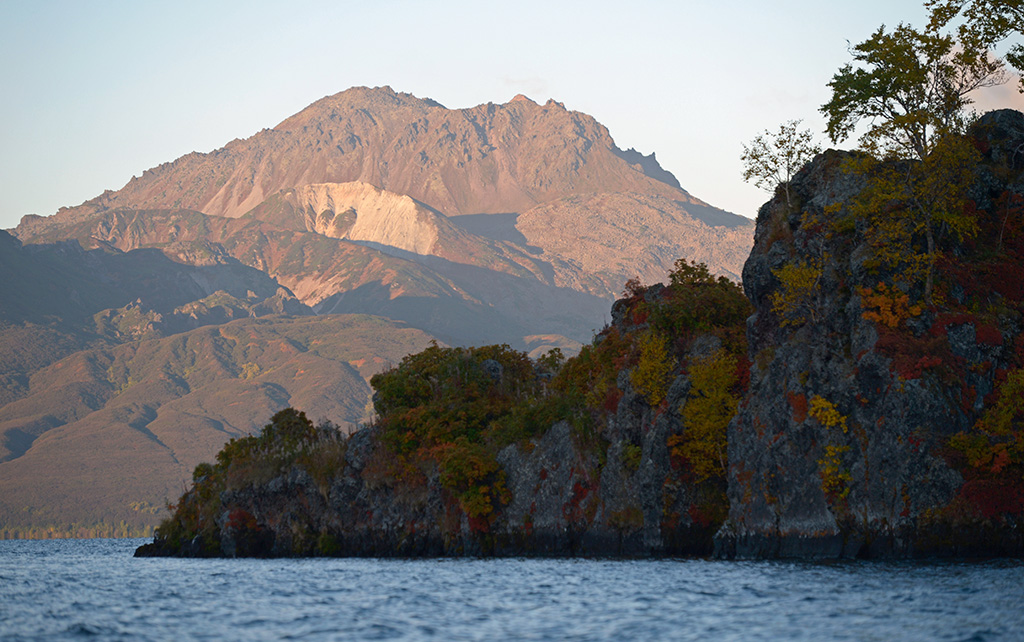

Высшая точка — гора Неприятная, 1079 метров. Является самым крупным лавовым куполом на Камчатке — 18 км³.
Постройка данного вулкана состоит из главного экструзивного купола (гора Неприятная) и нескольких экструзивных куполов на его склоне с лавовыми и пирокластическими потоками. Растекаясь в разные стороны, лавовые потоки перегородили долины речек и образовали несколько подпруженных озёр — Этамынк, Ульянина (Витаминное), Державина и ряд более мелких.
На западе у подножия вулкана расположено небольшое озеро — Витаминное, на востоке же к Дикому Хребту примыкает крупное озеро Курильское. С севера хребет огибает река Озерная.
На его западном склоне, в одном из распадков, расположена термальная площадка, среди разложившихся пород и отложений серы, выбиваются горячие ручейки с температурой 90—98 °C, кипят грязевые котлы, пузырятся лужи.
Ежегодно с главного экструзивного купола происходят большие камнепады, что наводит на предположения о том, что центральный купол продолжает расти в размерах и, таким образом, вулкан активен.